# .бг
El nom de domini бг (abreviatura de България, Bălgarija) és un Domini territorial de primer nivell  internacionalitzat (IDN ccTLD) que es va proposar per a Bulgària. El nom DNS en ASCII del domini seria xn--90ae, segons les regles per la internacionalització de noms en aplicacions.
La ICANN l'ha rebutjat dos cops, el maig de 2010 i el març de 2011, al·legant la seva semblança visual amb el domini .br, i probablement es proposarà el domini de tres lletres .бгр per substituir-lo.